# Fuente de Olletas
La fuente de Olletas es una fuente ubicada en el barrio homónimo del distrito Centro de la ciudad andaluza de Málaga, España.
Esta fuente fue construida en 1788 y de ella brotaba agua del Acueducto de San Telmo por un caño y, desde principios del siglo XX brotaba agua de Torremolinos por el otro caño. Las fotografías originales nos muestran que en la fuente se inscribía el lema "No maltrates a tus animales dado que ellos hacen fácil tu trabajo y te ayudan a ganar el pan". Su diseño está atribuido a Martín de Aldehuela; pero de la fuente original no queda nada ya que fue derruida y sustituida por una nueva a mediados del siglo XX, con forma de abrevadero con cuatro caños. Los dos caños de los que brota agua están decorados con cabezas de león, la fuente está construida con ladrillo y posee un frontón que muestra el escudo de armas de la ciudad.
Esta fuente fue retratada en el cuadro El señor cura de Bernardo Ferrándiz Badenes en 1885, en el que el religioso aparece dando de beber a su burro en el abrevadero de esta fuente. La obra se encuentra en el Museo Carmen Thyssen de Málaga.